# Малкиел, Бёртон
Бёртон Гордон Малкиел (англ. Burton Gordon Malkiel; род. 28 августа 1932 года, США) — американский экономист, наиболее известный своей классической финансовой книгой «Случайная прогулка по Уолл-стрит» (была переиздана в 12-й раз в 2015 году). Он является ведущим сторонником гипотезы эффективного рынка, согласно которой вся существенная информация немедленно и в полной мере отражается на рыночной курсовой стоимости ценных бумаг, хотя он также отметил, что некоторые рынки явно неэффективны, демонстрируя признаки неслучайного блуждания.
В его книге «Случайная прогулка по Уолл-стрит» использовалось новое исследование доходности активов, что рекомендовало всем инвесторам использовать пассивно управляемые индексные фонды в качестве основы их инвестиционных портфелей.

## Биография и карьера
Родился 28 августа 1932 года в США. В 1949 году окончил Бостонскую латинскую школу. Затем он поступил в Гарвардский университет, в котором получил две степени: бакалавра в 1953 году и MBA в 1955 году. В 1955—1958 служил финансистом в армии Соединенных Штатов. После трехлетнего обучения в качестве первого лейтенанта в американском армейском финансовом корпусе он устроился в инвестиционную фирму Smith, Barney & Co. в качестве инвестиционного банкира. В 1964 году получил докторскую степень в Принстонском университете.
В течение своей карьеры он работал в правительственных консультативных комитетах и в нескольких корпоративных советах директоров. Входил в консультативную группу исследовательской фирмы по управлению инвестициями Роберта Д. Арнотта, Research Affiliates. Являлся членом Совета экономических консультантов с 1975 по 1977, занимал должность президента Американской финансовой ассоциации в 1978 году и должность декана Йельской школы менеджемнта с 1981 по 1988. Параллельно с этим в течение 28 лет Малкиел был директором крупной инвестиционной компании The Vanguard Group.
Будучи в Йельском университете, он входил в совет директоров инвестиционной компании Принстонского университета и работал в инвестиционных комитетах нескольких благотворительных фондов. Он преподавал в Принстоне крупные курсы по макроэкономике, корпоративным финансам и инвестиционным рынкам, а также аспирантуру по деньгам и банковскому делу.
22 июля 2005 года Малкиел ушел в отставку после 28 лет работы в качестве директора компании The Vanguard Group и доверительного управляющего взаимными фондами Vanguard, однако остается тесно связанным с Vanguard, из-за схожей инвестиционной философии Vanguard. В «Случайной прогулке по Уолл-стрит» он часто ссылается на Vanguard.
На сегодняшний день он является главным инвестиционным директором Wealthfront, автоматизированной службы инвестиций и сбережений, основанной в 2008 году, в настоящее время под управлением которой находится 10 миллиардов долларов.Также является членом Инвестиционного консультативного совета по ребалансировке. Занимает должность профессора экономики в Принстонском университете и заведующего кафедры экономики там же.

## Известные работы
За свою карьеру он опубликовал 12 книг и более 150 статей в дополнение к многочисленным публикациям и рецензиям.
Его первая книга «Краткая структура процентных ставок», опубликованная издательством Princeton University Press, была посвящена взаимосвязи между краткосрочными и долгосрочными процентными ставками. Далее последовали книги по реформе международной валютной системы, рынку опционов, прогнозированию, развивающимся рынкам, экономике Китая, а также ряд книг и статей по управлению инвестициями.

### «Случайная прогулка по Уолл-стрит»
Малкиел несет ответственность за революцию в области управления инвестициями. В его книге «Случайная прогулка по Уолл-стрит», впервые опубликованной в 1973 году, использовалось новое исследование доходности активов, что рекомендовало всем инвесторам использовать пассивно управляемые «индексные» фонды в качестве основы их инвестиционных портфелей. Когда он в книге впервые отразил эту идею, тогда еще не было общедоступных индексных фондов, и специалисты по инвестициям подвергли критике эту идею. На сегодняшний день индексирование принято во всем мире.
Она считается одной из самых влиятельных книг в истории области управления инвестициями, которая не теряет актуальности. С учётом того, что впервые книга вышла в 1973 году, её можно смело назвать признанной классикой. «Случайная прогулка по Уолл-стрит» была переиздана уже в 12 раз в 2015 году. Кроме того, книга продается тиражом в более 1,5 миллиона экземпляров и переведена на девять языков.

### «Десять главных правил для начинающего инвестора»
Далее последовало продолжение бестселлера — книга «Десять главных правил для начинающего инвестора». Издатель поставил задачу написать книгу, «чтобы не больше 200 страниц, с рекомендациями из „Случайной прогулки по Уолл-стрит“, но для читателя, который ничего не смыслит в рынках ценных бумаг и ненавидит цифры». Автор пошёл навстречу издателю, и создал облегчённый вариант первой книги. Новая книга оказалась более современной, чем первая, сохраняя при этом всё, за что читатели полюбили «Прогулку» — лёгкий и живой язык, юмор, понятные примеры и искреннее желание автора помочь читателю разобраться в сложных механизмах фондового рынка.
Недавно[когда?] он стал соавтором книги, посвященной инвестиционным возможностям Китая, и много[насколько?] говорил об этом. В настоящее время он является главным инвестиционным директором AlphaShares Investments, «фирмы по управлению инвестициями, занимающейся предоставлением инвесторам стратегий и продуктов, которые позволяют им участвовать в экономическом буме Китая». AlphaShares лицензировала индексы для Claymore Securities в качестве основы для двух ориентированных на Китай биржевых фондов (ETF). Малкиел убежден в том, что, несмотря на неопределенность, связанную с Китаем (беспорядки в сельской местности, чрезмерные инвестиции / пузыри, недемократическое правительство), Китай является жизнеспособным источником инвестиционных возможностей. Согласно гипотезе эффективного рынка, китайские акции не могут иметь лучший RAROC, чем американские акции, разве что случайно.

## Личная жизнь
Первая жена — Джудит Атертон Малкиел, брак зарегистрирован в 1954 году. Родился сын Джонатан. В 1987 году супруга умерла, и через год он женился повторно — на Нэнси Вэйс. Вэйс была его коллегой, занимала должность декана Принстонского университета с 1987 по 2011 год.

### Переводы на русский язык
- Мэлкил, Бертон. Случайная прогулка по Уолл-стрит = A Random Walk Down Wall Street. — Попурри, 2006. — 512 с. — ISBN 985-483-733-5. — ISBN 0-393-05782-8.
- Малкиел, Бёртон. Десять главных правил для начинающего инвестора = The Random Walk Guide to Investing: Ten Rules for Financial Succes. — Альпина Паблишер, 2020. — 176 с. — ISBN 978-5-9614-6790-1. — ISBN 978-5-9614-5258-7, 978-5-9614-6198-5.

## Примечание
1. ↑  NNDB (англ.) — 2002.
2. ↑  Burton Gordon Malkiel // Babelio (фр.) — 2007.
3. ↑  http://www.qfinance.com/asset-management-thinkers/burton-malkiel
4. ↑  http://www.smh.com.au/money/investing/weigh-up-your-needs-as-you-pick-your-investments-20150219-13j9kh.html
5. ↑  Чешская национальная авторитетная база данных
6. 1 2  Антон Шульга. Бертон Малкиел - популярный эксперт фондового рынка. Эксперт Чеслав Пестюк (8 марта 2019). Дата обращения: 19 апреля 2020. Архивировано 28 октября 2020 года.
7. ↑  Investment Opportunities in China. YouTube (16 июля 2007). Дата обращения: 19 апреля 2020. Архивировано 19 января 2019 года.
8. ↑  News & perspectives | Vanguard. investor.vanguard.com. Дата обращения: 22 апреля 2020. Архивировано 7 мая 2020 года.
9. ↑  Malkiel Named CIO Of Online, ETF-Only RIA (англ.). ETF.com (20 декабря 2014). Дата обращения: 21 апреля 2020. Архивировано 24 октября 2020 года.
10. ↑  Our financial engine is built on brainpower (англ.). www.wealthfront.com. Дата обращения: 22 апреля 2020. Архивировано 27 апреля 2020 года.
11. ↑  Professor Burton Malkiel: "Why I Joined Rebalance" (англ.). Rebalance. Дата обращения: 21 апреля 2020. Архивировано 28 октября 2020 года.